# Scary Movie 5
Scary Movie 5 is het vierde vervolg op de filmparodie Scary Movie. Het verhaal is dit keer voornamelijk gebaseerd op dat van Paranormal Activity 4. Ook Mama, Black Swan, Inception, Rise of the Planet of the Apes, Evil Dead, 127 Hours en The Cabin in the Woods worden op de korrel genomen.
In de film zijn rollen weggelegd voor Ashley Tisdale, Simon Rex, Lindsay Lohan en Charlie Sheen. Actrices Anna Faris en Regina Hall, die de hoofdrollen speelden in de vier voorgaande films, keren niet terug.

## Verhaal
Midden in de opnames van hun sekstape worden Charlie Sheen en Lindsay Lohan in hun slaapkamer verrast door een paranormale entiteit. Lohan raakt bezeten en vermoordt Charlie. Zijn lichaam wordt enige tijd later teruggevonden, maar van zijn kinderen is er geen spoor. De politie looft een beloning uit aan wie hen terugvindt, iets waar Marcus (Snoop Dogg) en DeAndre (Mac Miller) maar al te graag op ingaan. Eens de kinderen zijn teruggevonden, worden ze geplaatst bij Charlies broer Dan (Simon Rex) en diens vriendin Jody (Ashley Tisdale).
Het ontgaat Jody niet dat er iets bijzonder vreemd aan de hand is met de jongelingen, en dat sinds hun komst de paranormale activiteit in haar huis is toegenomen. Nadat het door haar ingeschakelde medium een oplichter blijkt te zijn, huurt ze Dom Kolb in, die haar via droomextractie leert dat de oplossing voor het probleem kan worden gevonden in het mysterieuze Book of the Dead. De tijd dringt, want Mama - de moeder van de kinderen - heeft hen intussen helemaal in haar macht en is van plan ze te offeren.

## Rolverdeling
- Ashley Tisdale - Jody Sanders
- Simon Rex - Dan Sheen
- Erica Ash - Kendra Brooks
- Lidia Porto - Maria
- Terry Crews - Martin
- Charlie Sheen - Charlie Sheen
- Lindsay Lohan - Lindsay Lohan
- Snoop Dogg - Marcus
- Tyler Posey- David
- Mac Miller - DeAndre
- Ben Cornish - Dom Kolb
- Kate Walsh - Mal
- Molly Shannon - Heather Darcy
- Jerry O'Connell - Christian Grey
- Katt Williams - Blaine Fulda
- Gracie Whitton - Kathy
- Sarah Hyland - Mia
- Heather Locklear - Barbara
- Mike Tyson - Mike Tyson
- Bow Wow - Eric